# Örnsköldsviks landsfiskalsdistrikt
Örnsköldsviks landsfiskalsdistrikt var 1918–1964 ett landsfiskalsdistrikt i Västernorrlands län, bildat som Arnäs landsfiskalsdistrikt när Sveriges indelning i landsfiskalsdistrikt trädde i kraft den 1 januari 1918, enligt beslut den 7 september 1917. Den 1 januari 1963 (enligt kungörelsen den 14 december 1962) ändrades distriktets namn till Örnsköldsviks landsfiskalsdistrikt, samtidigt som Örnsköldsviks stad (som utökats med den samtidigt upplösta Arnäs landskommuns område) blev del av landsfiskalsdistriktets område. Den 1 januari 1965 avskaffades i Sverige samtliga landsfiskaler och landsfiskalsdistrikt, och deras arbetsuppgifter delades upp på de nyskapade indelningarna polisdistrikt, åklagardistrikt och kronofogdedistrikt.
Landsfiskalsdistriktet låg under länsstyrelsen i Västernorrlands län.

## Ingående områden

### Från 1918
- Arnäs landskommun
- Grundsunda landskommun

### Från 1 januari 1963
- Grundsunda landskommun
- Örnsköldsviks stad